# Fåreholdersted
Et fåreholdersted er, som navnet siger, et sted man lever af at holde får. Udtrykket bruges i Grønland, hvor der i dag findes et større antal fåreholdersteder  i bl.a.  nordboernes tidligere Østerbygd. Der er en fårholderskole nær byen Qaqortoq ved navn Upernaviarsuk.
Nordboerne var ikke fåreholdere i snæver forstand, idet de også havde en række andre husdyr. Heller ikke den første 'moderne' husdyrbruger i Sydgrønland, nordmanden Anders Olsen der i 1783 grundlagde bygden Igaliko sammen med sin kone Tuperna, holdt både køer og får. Som den første egentlige fåreholder regnes Otto Frederiksen, der i 1924 slog sig ned på Erik den Rødes Brattahlid. Han skabte her bygden Qassiarsuk, som i dag overvejende er beboet af hans efterkommere. Også nogle af nabofåreholderne er efterkommere efter Frederiksen.
Både ved Igaliko, Qassiarsuq og mange andre fåreholdersteder er der endnu i dag mange ruiner efter nordboerne. Ved de ældste af fåreholderstederne har disse ruiner imidlertid i høj grad fungeret som stenbrud for de fåreholderne. Det gælder også Igaliko. Også nordboernes gamle græsgange og marker er blevet genbrugt.
Nogle af de oprindelige fåreholderboliger fungerer i dag som en slags vandrerhjem. Det gælder (bl.a.) Nunataaq, Sillisit og Tasiusaq på Erik den Rødes land i Narsaq Kommune.